# Черёмушки (Московский трамвай)
«Черёмушки» — конечная станция обгонного типа Московского трамвая. Находится в районе «Академический». Исторически обслуживает маршруты трамвайного депо имени Апакова и Октябрьского трамвайного депо.

## История
Данное кольцо было построено в 1953 году на территории деревни Черёмушки при продлении линии от моста Окружной Железной дороги маршрута 35 «Черёмушки — Мясокомбинат» (ходил по нынешним Воронцовской улице и Волгоградскому проспекту до сохранившей своё название остановки «Мясокомбинат», находящейся в данный момент у метро «Волгоградский проспект»)

## Путевое развитие
Кольцо вписывалось во двор уже существующей застройки, в связи с чем оказалось немного в стороне от оси Большой Черёмушкинской улицы и с разнесёнными остановками.

## Маршруты
- Является постоянной конечной для 38-го маршрута.
- Транзитом проходит маршрут 26.
- Активно используется для обеденных рейсов, причём:
  - 38 обычно отстаивается на кольце;
  - на 26 происходит смена вагоновожатого, ведущего до «Университетской» или метро «Октябрьская»;
  - при обеде 14 и 39 на конечной станции «Университетская» вагоны идут на маршрут 22.
- При ремонте линии на улицах Вавилова и Орджоникидзе транзитом проходит также 39 маршрут.